# Sant'Oronzo e due angeli
Sant'Oronzo e due angeli è un dipinto a olio su tela realizzato dal pittore bitontino Carlo Rosa e databile tra il 1660 e il 1665. È collocato nella cappella di Sant'Oronzo della chiesa di Santa Chiara di Acquaviva delle Fonti, nella città metropolitana di Bari.

## Contesto
Il dipinto, realizzato da Carlo Rosa su commissione del nobile acquavivese Nicola Caporusso, si tratta di una copia con alcune varianti di una tela raffigurante sant'Oronzo realizzata intorno al 1656 da Giovanni Andrea Coppola per il duomo di Lecce.
L'opera è menzionata per la prima volta nello Stato delle chiese di Acquaviva al 29 novembre 1717, anonimo e scritto nel 1717, dal quale si evince che la tela fosse incorniciata in una cornice dorata, della quale è oggigiorno priva. Il dipinto è successivamente interpretato erroneamente da una guida del Touring Club Italiano come San Gennaro e da Luisa Mortari come Gloria di San Gennaro.

## Descrizione e stile
Sant'Oronzo è raffigurato al centro della tela con lo guardo rivolto verso il cielo mentre sta calpestando il troncone di una statua. Quest'ultimo gesto simboleggia la lotta contro il paganesimo, della quale il Santo leccese è stato un forte sostenitore. Egli, vestito con una cotta bianca, una mitra dorata e un piviale in broccato rosso ricamato in oro e foderato di seta cremisi, con la mano sinistra regge un pastorale, mentre con la destra compie un'adlocutio. Ai suoi lati due angeli mettono in risalto da sua figura sollevando i lembi del piviale. Dei due, quello sulla sinistra, che indossa una veste verdastra e porta attorno alla vita un drappo di seta color malva, regge una palma del martirio, un attributo di sant'Oronzo.
Sullo sfondo sono utilizzate prevalentemente tinte scure e sulla destra sono visibili attraverso un arco un cielo nuvoloso e un paesaggio collinare spoglio.
Nell'angolo in basso a destra sono raffigurati una rosa, firma che certifica l'attribuzione al pittore bitontino, e uno stemma gentilizio affiancato da un cartiglio che reca l'iscrizione «DEVOTIONIS ERGO / [NICOLA]VS CAPORVSSO», i quali identificano il committente dell'opera.
Alcuni dettagli del dipinto fanno riferimento ad altri artisti ai quali Carlo Rosa poneva interesse, come Massimo Stanzione per quanto riguarda la resa del volto dell'angelo di destra e ai dipinti San Gennaro nell'anfiteatro di Pozzuoli di Artemisia Gentileschi o Il miracolo di Sant'Antonio da Padova di Paolo Finoglio per quanto concerne la fattura dell'effetto della stropicciatura della cotta del Santo.